# GoodLife Channel
GoodLife Channel a fost un canal de televiziune românesc lansat pe 21 decembrie 2006 ce avea ca temă promovarea vieții sănătoase.
A fost desființat în anul 2009.